# Palacio Elortondo Alvear

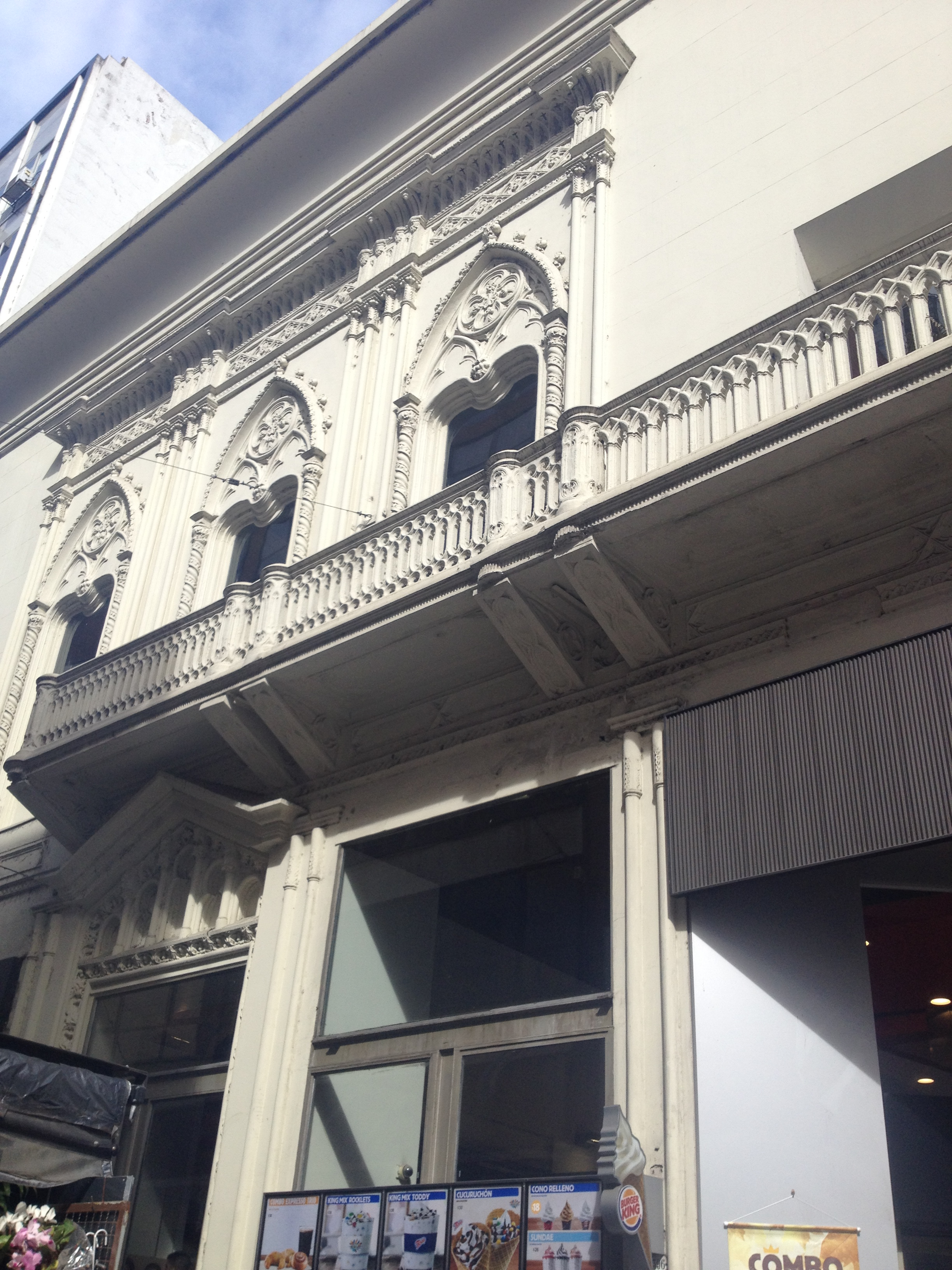
Estado actual de la fachada del Palacio

El Palacio Elortondo Alvear fue una antigua residencia de estilo neogótico que se encontraba en el cruce de la Avenida Corrientes y la calle Florida, en el barrio de San Nicolás de la Ciudad de Buenos Aires, Argentina. 

## Historia
Cuando Juan de Garay  repartió las suertes, en 1583, a Ana Díaz le tocó el solar 87, donde instaló una pulpería. Fue la única mujer con derechos de "vecina" que integró el grupo que fundó la actual Buenos Aires. Dos placas de bronce -instaladas en 1971 y 1989, respectivamente- la recuerdan como “Primera Pobladora de Buenos Aires”. A principios del 1800, la propiedad fue adquirida por el comerciante Esteban Villanueva, heredada a su hija Justa Villanueva de Armstrong, y luego a su nieta Isabel Armstrong de Elortondo. 
El edificio perteneció al señor Federico Elortondo y a Doña Isabel Armstrong, hija de Thomas Armstrong. La pareja realizaba fiestas populosas que frecuentaba la sociedad porteña. La fiesta más popular fue el casamiento de Carlos María Diego de Alvear (1850-1928) y María de las Mercedes de Elortondo (1859-1940), quienes se casaron el 19 de mayo de 1882. De todas formas, fue una de las primeras residencias palaciegas en Buenos Aires, y una de las más lujosas de su época. En esa época la Avenida Corrientes era apenas una calle angosta, que fue ensanchada entre 1930 y 1936.
Era uno de los lugares que frecuentaba la aristocracia y los intelectuales de la ciudad de Buenos Aires de la época.
Según el diario El Nacional: «Hay en primer lugar el centro, la ciudad vieja que va al Colón, que pasea en Palermo, que frecuenta la calle de la Florida, que se reúne en el Club del Progreso, que baila en los Salones de Alvear y Elortondo. Aquello es lo que da tono a todo el organismo social, lo que atrae el lujo, lo que fomenta la elegancia y desarrolla el buen gusto. Es a Buenos Aires lo que es el faubourg Saint Germain a París, es la *high life* de Londres. Es la que costea en el Teatro Colón, compañía de ópera que cantan en el Covent Garden y se hace arrastrar por caballos que llamarían la atención en el Bosque de Boulogne».
Se desconoce la fecha exacta del proyecto arquitectónico, durante qué años se desarrolló su construcción y cuando fue terminado, pero se supone que habrían ocurrido entre 1870 y 1880. La fecha de casamiento de Alvear con Elortondo acerca la fecha hacia el final de esa década. En rigor, tampoco se conoce la identidad del autor del edificio, aunque algunas fuentes sostienen que se trataría del ingeniero y arquitecto inglés Edward Taylor. Schávelzon remarca que el estilo sumamente recargado de la fachada, y otros detalles decorativos, son evidencia suficiente de que el diseño no perteneció a Taylor, que produjo edificios más sobrios y sencillos.

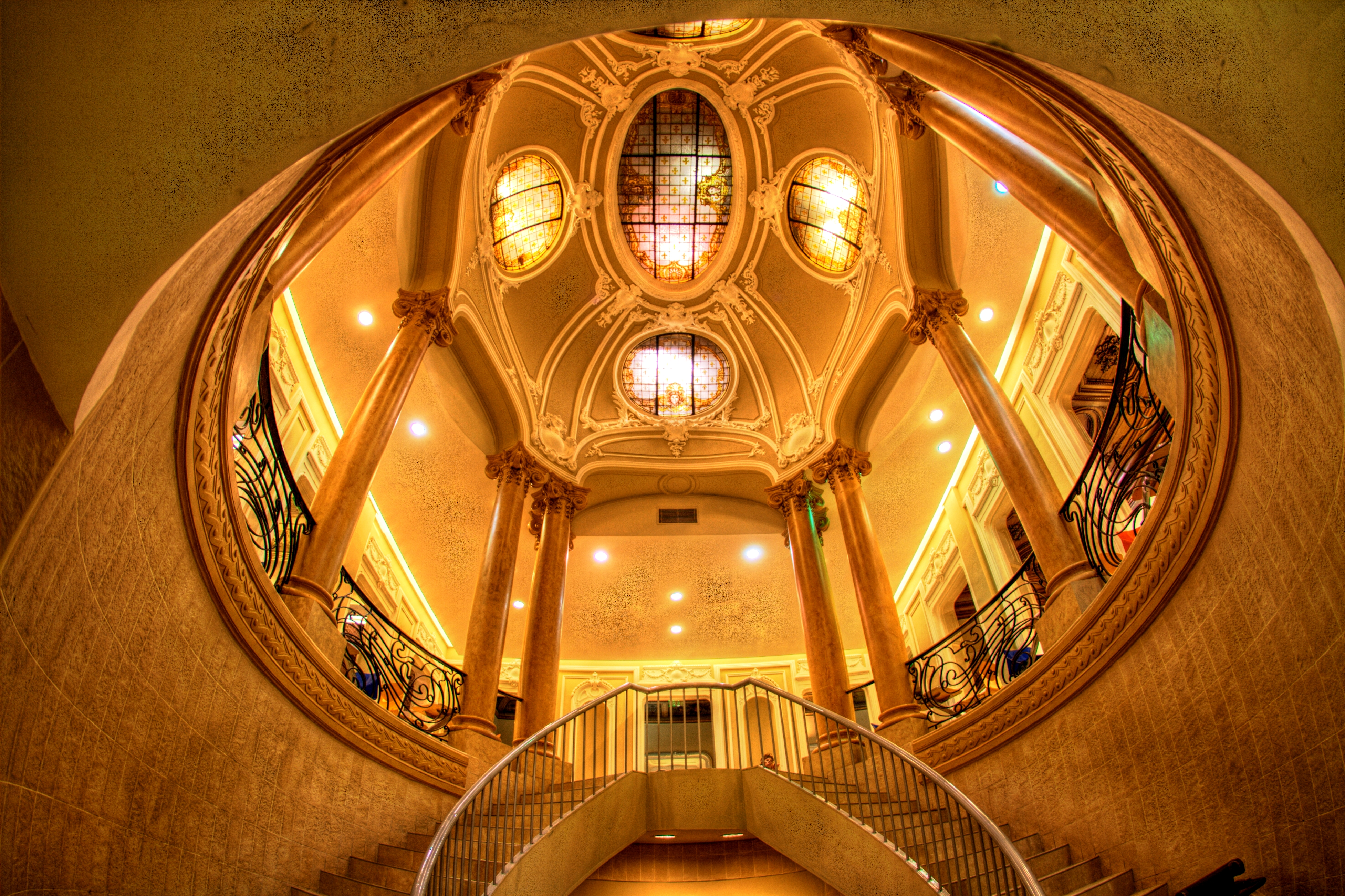
Escalera y vitral.

Concebida como se acostumbraba ya en la segunda mitad del siglo XIX, como una vivienda en el piso superior que alojara un local comercial en la planta baja, en 1886 la mercería de H. Amodini, la marroquinería de L. Kastiviez y la tienda de Pablo Eraña. Ya en 1900, la cigarrería Monterrey. En 1922 se instaló el Café de Gérard, al cual se recuerda como café de las 4 p, porque a él asistían «políticos, periodistas, poetas y proxenetas», y habría sido uno de los primeros de Buenos Aires en donde se escuchó el jazz.
Ya a fines de la década de 1930 funcionaba en el local la Casa Mayorga, especializada en artículos de cuero. Este comercio se mantuvo durante décadas, hasta que finalmente cerró. 
En 1989 llegó a la Argentina la cadena de hamburgueserías Burger King, que instaló en Buenos Aires sus primeras sucursales. Adquirió la antigua residencia y llevó adelante una remodelación completa a cargo del estudio de arquitectura Carlos María Miguens y Asociados, que eliminó la mayor parte de los ambientes y la fachada originales. Finalmente la sucursal fue inaugurada en diciembre de 1994, con un festejo que fue protagonizado por el conductor televisivo Julián Weich, quien fue nombrado «padrino del edificio».
En 2007 el local fue cerrado temporalmente, mientras se llevaron adelante reformas de carácter estético, acordes a la nueva imagen desarrollada por Burger King. La nueva imagen de la compañía en la Argentina fue desarrollada por el estudio Verardo, y la restauración de fachada estuvo a cargo del estudio del arquitecto Máximo Thibaud.
El 31 de diciembre de 2018 el local de comidas rápidas cerró y al poco tiempo se instaló una sucursal de la librería Levalle.
El Palacio Elortondo recibió varias estocadas a lo largo de su historia: toldos y marquesinas que lo deslucieron, carteles publicitarios que lo cubrieron, reformas en su basamento que lo transfiguraron, y un planchado del piso superior que le quitó encanto. Pero sigue en pie y su interior es digno de admirar.

## Descripción
La residencia de Alvear y Elortondo es uno de los pocos ejemplos de arquitectura neogótica, que ofrece la ciudad de Buenos Aires, junto por ejemplo con la sede de la Facultad de Ingeniería de la Universidad de Buenos Aires, en la Avenida Las Heras. 
La adopción de este estilo resulta bastante particular y llamativa dado que hacia 1870-1880, cuando se presume que se construyó el edificio, fue una época donde las residencias más lujosas de Buenos Aires adoptaban el estilo francés, no el neogótico.
Se trata de un edificio que originalmente carecía de ochava, teniendo en su esquina el acceso al local comercial, con dos puertas separadas por una columna esquinera que en la actualidad se encuentra modificada y angostada para permitir un espacio más amplio de circulación.
El acceso a la residencia palaciega del piso superior se realizaba por la escalera revestida en mármol que fue conservada con la remodelación de 1994, y llevaba a los ambientes y dormitorios de la pareja y sus hijos.

(...) Ocupan los rincones y nichos y paredes del vestíbulo, estatuas de bronce y mármol, estucos florentinos o romanos, murales del Renacimiento, vasos japoneses y de sape (...) el enlosado es bellísimo, las pinturas de estilo bizantino, el fondo de las paredes, en vez del oro tradicional, tiene un color suave, indeciso, que realza los vívidos colores de los festones de flores al relieve que adornan los entrepaños y cornisas. Allí echó el pintor las sombras y las claridades de sus paletas, el reciente barniz le da un baño de esmalte (...) Aquella es la selva artificial del confort
Diario El Nacional, mayo de 1882

En su exterior, mezclando arcos ojivales y rosetones, más balaustradas italianas (lamentablemente ocultas), en donde una planta baja y un primer piso, lucía un balcón cerrado en la ochava y con un conjunto de ventanas desiguales, exceptuando la primera y la última, marcando un principio o fin, son algunas de las características que todavía conserva su frente.
El palacio ya había sido modificado tanto en el aspecto de su local comercial como en su fachada en el espacio de la planta baja a lo largo del siglo XX, pero con la reforma de 1994 poco quedó del frente. Se conservaron solamente la balaustrada del piso superior y parte de los arcos que adornaban las marquesinas del comercio y enmarcaban las ventanas de la residencia.

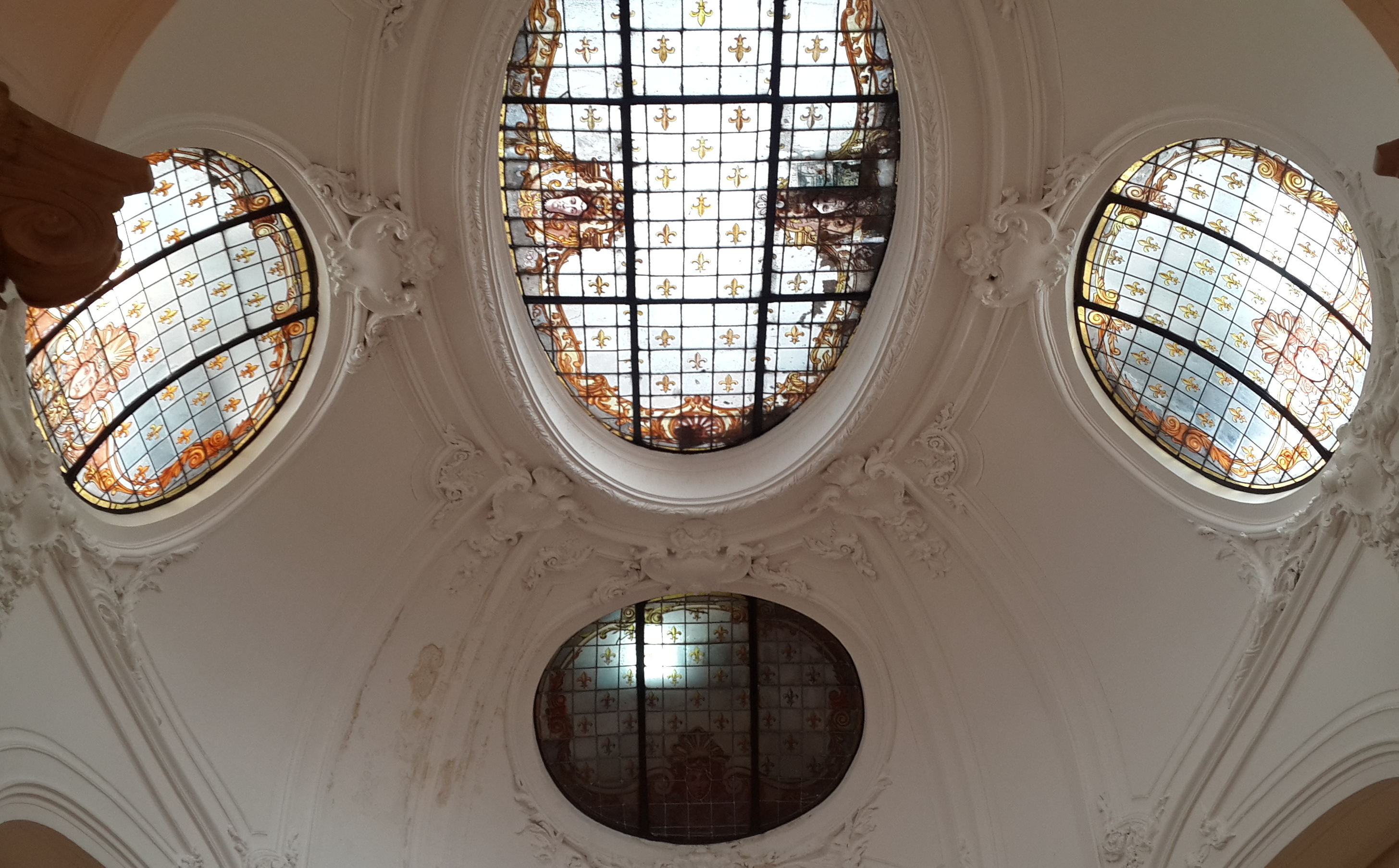
Vitrales de la cubierta que permiten luz cenital

En cuanto al interior, el espacio de la planta baja fue unificado con la escalera que lleva al piso superior, se construyó un pequeño entrepiso y el espacio del comercio fue también completamente realizada a nuevo, para instalar tanto las mesas y el mostrador de atención como el espacio de la cocina y los cuartos para empleados. La escalera original fue reemplazada por una doble escalera moderna, aunque se mantuvieron las rejas decorativas y las columnas de estilo jónico.
El interior de la planta alta fue más conservado y aún se ven las molduras decorativas que enmarcan puertas y ventanas. La escalera original fue conservada, así como los vitrales que adornan su techo. Para esta sucursal de Burger King fue desarrollada en 1994 una temática centrada en los reyes (Burger King: Rey de la Hamburguesa, en inglés) tanto formales como de la cultura popular. Con la segunda reforma, en 2007, muchos de los cuadros que mostraban diversos personajes fueron retirados, en función a la nueva estética corporativa que adoptó la cadena.
Todos los comercios que estuvieron en el Palacio Elortondo durante el siglo XX, siempre funcionaron en la planta baja. 
Esta esquina, marcaba el inicio de las luces de Corrientes en el 699 —esquina que el ensanche demolió— se alzaba el cine-teatro Empire, en el 835 el Royal Theatre —luego Royal Pigall— y en el 860 el Ópera.